# Irygenina
Irygenina – organiczny związek chemiczny z grupy O-metyloizoflawonów należących do grupy flawonoidów. Może być wyizolowana z kłączy belamkandy chińskiej (Belamcanda chinensis), należącej do rodziny kosaćcowatych.
Irydyna jest 7-glikozydem irygeniny.